# パニーノ

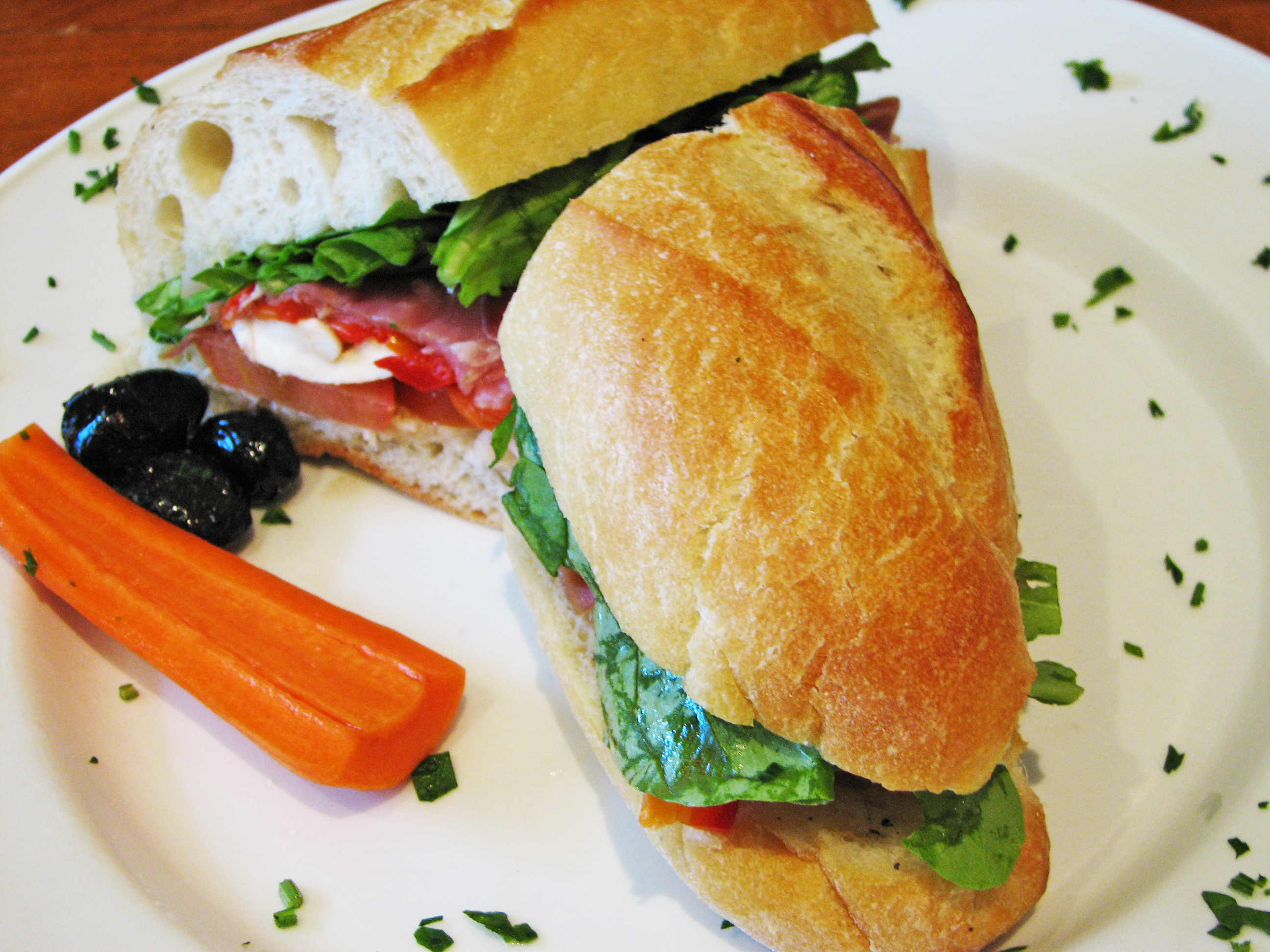
パニーニ。この例ではパンを焼かず具材にプロシュット、ルッコラ、ボッコンチーニを使い、ニンジンとオリーブを添えている。
トロントのレストランで撮影。

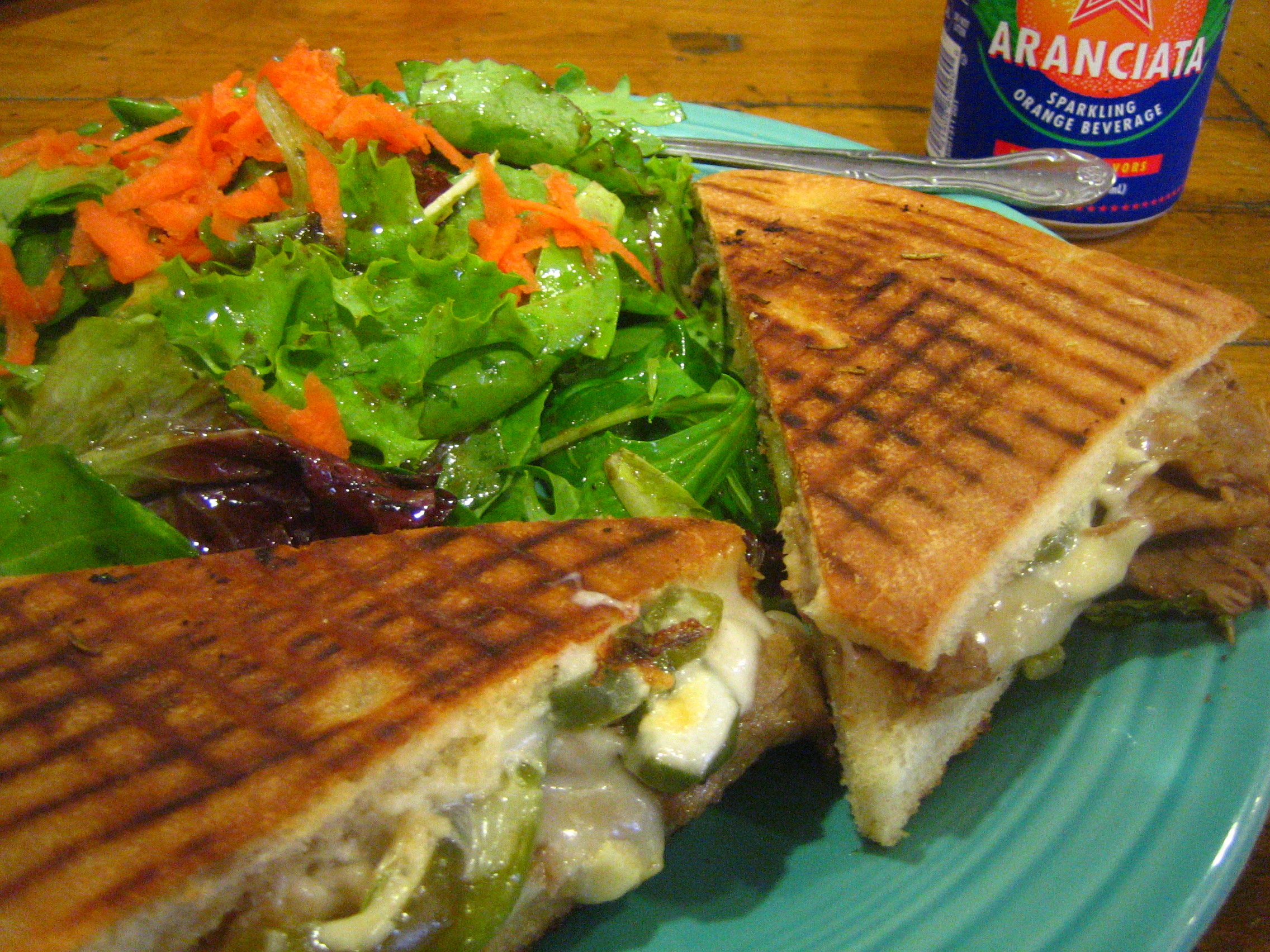
パニーニ。サンフランシスコで撮影。

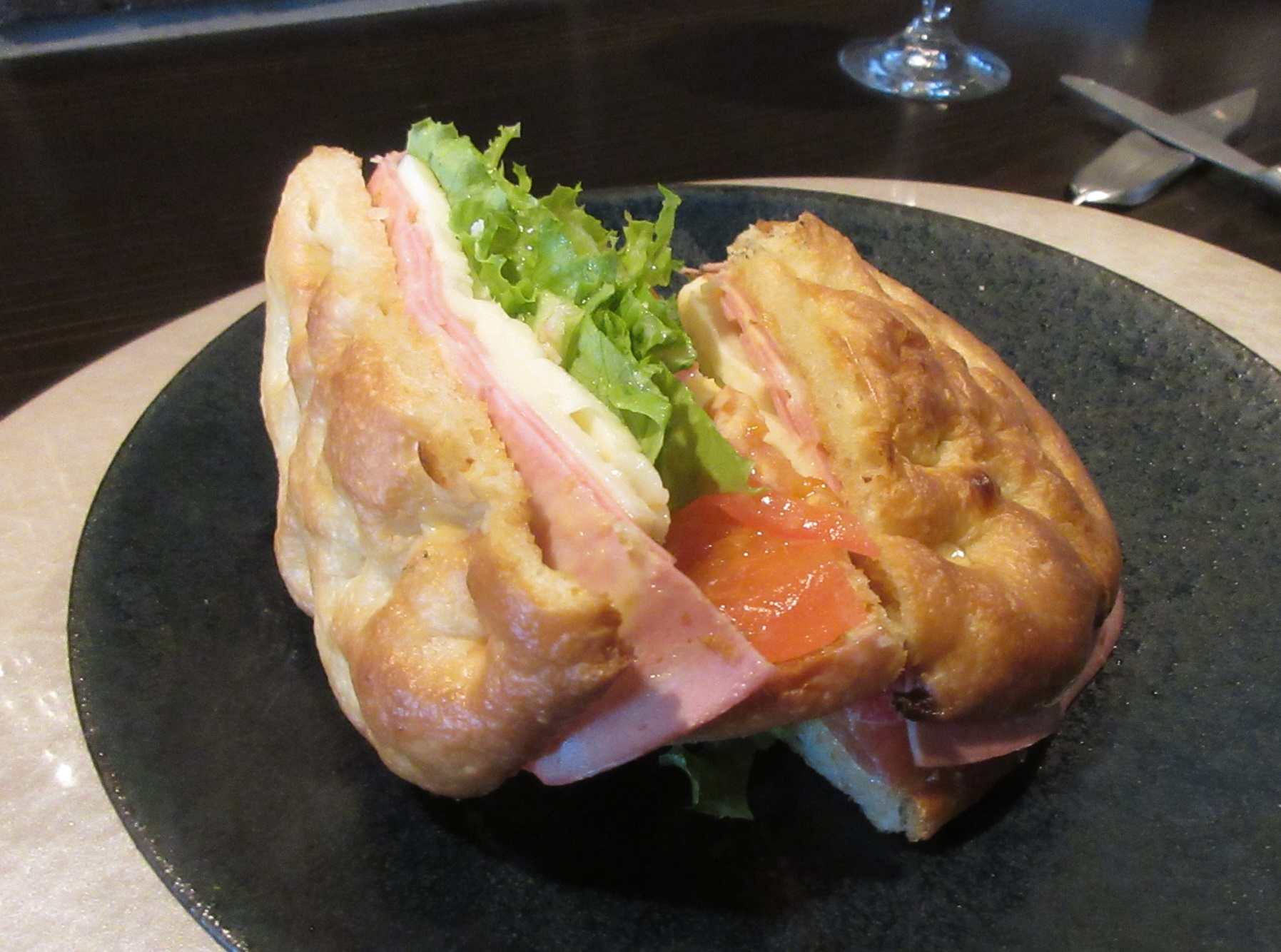
パニーニ。愛知県のイタリアンレストランで撮影。

パニーノ（イタリア語: panino）は、パンで具材を挟んだイタリア料理の軽食。パンを意味する単語パーネ (pane) に縮小辞「-ino」を付けた語である。正しくは「具を詰めたパニーノ」という意味のパニーノ・インボッティート (panino imbottito) という。パニーノは単数形で、複数形はパニーニ (panini) というが、日本および英語圏では単数でもパニーニ(panini)と表記することが広く定着している。
イタリア語では、ハンバーガーやホットドッグをも含む、パンで具材を挟んだ軽食、つまり広義のサンドイッチの意味である。ただし、パンを薄く切り間に具材を挟んだ物はトラメッジーノと区別する。狭義ではサンドイッチやハンバーガーを除き、チャバッタやロゼッタなど伝統的なイタリアのパンに具材を挟むものをさす。
バールなどではショーケースに陳列されているほか、各種食材店でもその場で作ってくれる店がある。具材は、トマト、モッツァレッラなどのチーズ、ハム、ローストビーフやポルケッタなどの肉製品の薄切り、レタスなどの野菜を組み合わせる。マヨネーズ、ケチャップ、マスタードは基本的に用いない。
ホットサンドメーカーを使って表面をグリルしたパニーノは、イタリアでは俗にトースト (toast) と呼ばれる。食パンの一種パーネ・イン・カッセッタの薄切りが用いられ、プロシュットとプロセスチーズをはさむことが多い。

## イタリア国外のパニーノ
日本では、イタリアで食べられているような印象の具材をそれらしく味付けをしてパンに挟んだサンドイッチが、パニーノ、もしくはパニーニと呼ばれる。由来は定かではないが、白っぽい薄目のパンを用いて注文後に焼き、パンにこげ目を付けた物を指すことが多い。セガフレード・ザネッティやドトールコーヒーショップなどのコーヒー店のメニューにある（イタリア語の意味では「ミラノサンド」もパニーノである）。また、店により単数形パニーノと複数形パニーニの表記が異なるが、1人前が複数個であることを意味していない。
アメリカ合衆国やカナダ、イギリスではパニーニは薄切りパンに具をはさんで焼き、パンにこげ目を付けた物として知られ、単数でもパニーニと呼ばれる場合がある。パニーニを作るためのパニーニプレス（またはトーストサンドイッチメーカー）が普及している。
イタリア風のものはパニーノとして区別する場合もある。